# Ján Volko
Ján Volko (Bratislava, 2 novembre 1996) è un velocista slovacco, campione europeo indoor dei 60 metri piani a Glasgow 2019.
In carriera vanta anche una medaglia d'argento, sempre nei 60 m piani, agli Europei indoor di Belgrado 2017, nonché un oro nei 200 metri piani e un argento nei 100 metri piani agli Europei under 23 di Bydgoszcz 2017.

## Biografia
Il 4 marzo 2017, agli europei indoor di Belgrado, conquista l'argento nei 60 metri piani con il tempo di 6"58, stabilendo un nuovo primato nazionale.
Alcuni mesi dopo rappresenta la Slovacchia agli europei a squadre di Lilla, dove si piazza al primo posto nei 100 metri piani con un tempo di 10"21, precedendo Rytis Sakalauskas (10"30) e Zvonimir Ivašković (10"44), e secondo nei 200 metri piani dietro allo sloveno Luka Janežič. La rassegna si rivela fruttuosa per la Slovacchia, che al termine dell'evento ottiene la promozione in First League.

## Progressione

### 60 metri piani indoor
| Stagione | Tempo | Luogo    | Data      | Rank. Mond. |
| -------- | ----- | -------- | --------- | ----------- |
| 2017     | 6"58  | Belgrado | 4-3-2017  |             |
| 2016     | 6"70  | Linz     | 12-2-2016 |             |
| 2015     | 6"86  | Praga    | 7-3-2015  |             |

### 100 metri piani
| Stagione | Tempo | Luogo        | Data      | Rank. Mond. |
| -------- | ----- | ------------ | --------- | ----------- |
| 2017     | 10"18 | Bydgoszcz    | 14-7-2017 |             |
| 2017     | 10"18 | Bydgoszcz    | 13-7-2017 |             |
| 2016     | 10"33 | Sankt Pölten | 26-5-2016 |             |
| 2013     | 10"95 | Bratislava   | 22-5-2013 |             |

### 200 metri piani
| Stagione | Tempo | Luogo   | Data      | Rank. Mond. |
| -------- | ----- | ------- | --------- | ----------- |
| 2022     | 20"48 | Monaco  | 18-8-2022 |             |
| 2016     | 20"69 | Leiria  | 28-5-2016 |             |
| 2015     | 21"08 | Baku    | 22-6-2015 |             |
| 2013     | 22"45 | Dubnica | 16-6-2013 |             |

## Palmarès
| Anno | Manifestazione               | Sede       | Evento      | Risultato  | Prestazione | Note                                     |
| ---- | ---------------------------- | ---------- | ----------- | ---------- | ----------- | ---------------------------------------- |
| 2015 | Europei indoor               | Praga      | 60 m piani  | Batteria   | 6"86        |                                          |
| 2015 | Europei U20                  | Eskilstuna | 100 m piani | Semifinale | 10"84       |                                          |
| 2015 | Europei U20                  | Eskilstuna | 200 m piani | Batteria   | 21"68       |                                          |
| 2016 | Mondiali indoor              | Portland   | 60 m piani  | Batteria   | 6"80        |                                          |
| 2016 | Europei                      | Amsterdam  | 100 m piani | Semifinale | 10"43       |                                          |
| 2016 | Europei                      | Amsterdam  | 200 m piani | Semifinale | 21"28       |                                          |
| 2017 | Europei indoor               | Belgrado   | 60 m piani  | Argento    | 6"58        | Record nazionale                         |
| 2017 | Europei U23                  | Bydgoszcz  | 100 m piani | Argento    | 10"18       |                                          |
| 2017 | Europei U23                  | Bydgoszcz  | 200 m piani | Oro        | 20"33       | Record dei campionati · Record nazionale |
| 2017 | Mondiali                     | Londra     | 100 m piani | Batteria   | 10"25       |                                          |
| 2017 | Mondiali                     | Londra     | 200 m piani | Semifinale | 20"61       |                                          |
| 2017 | Universiadi                  | Taipei     | 100 m piani | 5º         | 10"30       |                                          |
| 2017 | Universiadi                  | Taipei     | 200 m piani | Bronzo     | 20"99       |                                          |
| 2017 | Universiadi                  | Taipei     | 4x100 m     | Batteria   | 40"69       |                                          |
| 2018 | Mondiali indoor              | Birmingham | 60 m piani  | 6º         | 6"59        |                                          |
| 2018 | Europei                      | Berlino    | 100 m piani | Semifinale | 10"31       |                                          |
| 2018 | Europei                      | Berlino    | 200 m piani | Semifinale | 20"58       |                                          |
| 2019 | Europei indoor               | Glasgow    | 60 m piani  | Oro        | 6"60        |                                          |
| 2019 | Universiadi                  | Napoli     | 100 m piani | 4º         | 10"36       |                                          |
| 2019 | Universiadi                  | Napoli     | 200 m piani | 5º         | 20"66       |                                          |
| 2021 | Europei indoor               | Toruń      | 60 m piani  | Bronzo     | 6"61        |                                          |
| 2021 | Giochi olimpici              | Tokyo      | 100 m piani | Batteria   | 10"40       |                                          |
| 2021 | Giochi olimpici              | Tokyo      | 200 m piani | Batteria   | 21"21       |                                          |
| 2022 | Mondiali indoor              | Belgrado   | 60 m piani  | Batteria   | 6"66        | Miglior prestazione personale stagionale |
| 2022 | Europei                      | Monaco     | 100 m piani | 4º         | 10"16       | [ 1 ]                                    |
| 2022 | Europei                      | Monaco     | 200 m piani | Semifinale | 20"39       |                                          |
| 2023 | Europei indoor               | Istanbul   | 60 m piani  | 5º         | 6"57        | Miglior prestazione personale stagionale |
| 2023 | Giochi europei               | Chorzów    | 200 m piani | Bronzo     | 20"53       | [ 2 ]                                    |
| 2023 | Giochi mondiali universitari | Chengdu    | 200 m piani | 4º         | 20"66       |                                          |
| 2023 | Mondiali                     | Budapest   | 100 m piani | Batteria   | 10"25       |                                          |
| 2023 | Mondiali                     | Budapest   | 200 m piani | Batteria   | 20"69       |                                          |
| 2024 | Mondiali indoor              | Glasgow    | 60 m piani  | Semifinale | 6"60        |                                          |
| 2024 | Europei                      | Roma       | 100 m piani | Semifinale | 10"38       |                                          |
| 2024 | Europei                      | Roma       | 200 m piani | Batteria   | 21"09       |                                          |
| 2025 | Europei indoor               | Apeldoorn  | 60 m piani  | Batteria   | 6"72        |                                          |
| 2025 | Mondiali indoor              | Nanchino   | 60 m piani  | Batteria   | 6"87        |                                          |